# Store NØRD
Store NØRD er en tv-serie for unge sendt for første gang i foråret 2005 på DR1. Serien går ud på demonstrere naturvidenskabelige teorier, og forklare viden bag disse. Serien har gennem tiden haft skiftende værter og temaer. De første værter var Simon Bressendorff og Søren Thor Jørgensen, der også lagde grundformen for programmet. Meningen med programmet var DR skulle prøve at skabe et nyt ungdomsprogram i den bedste sendetid, med henblik på at lære unge om naturvidenskab, på en interessant måde. 
Da Store NØRD var mest populær, var det brødrene Kåre Nielsen og Emil Nielsen der var værter. De havde deres hule/værksted i en gammel togvogn. 
Programmet lukkede i 2018, men i 2020 fortsatte Kåre og Emil Nielsen med at præsentere naturvidenskab på YouTube-kanalen Kåre og Emil

## Format
Programmet begynder med at værterne præsenterer dagens emne, dette gøres ofte med et lille forsøg eller en demonstration. Derefter tager de oftest ud og ser hvordan dagens emne bliver brugt i samfundet. Dette gøres ofte med en guidet tur, på f.eks Storebæltsbroen.

## Sæsoner
Der er foreløbig lavet 13 sæsoner af Store Nørd. Sæson 14. kommer efter den danske sommerferie, datoen er dog endnu ikke fastlagt.
| Sæson            | Titel                                               | Afsnit | Værter                                     | Oprindelig sendt | Oprindelig sendt  |
| Sæson            | Titel                                               | Afsnit | Værter                                     | Start            | Slut              |
| ---------------- | --------------------------------------------------- | ------ | ------------------------------------------ | ---------------- | ----------------- |
| 1                | Første sæson nogensinde                             |        | Simon Bressendorff og Søren Thor Jørgensen |                  |                   |
| 2                | Simon og Søren NØRDer videre                        |        | Simon Bressendorff og Søren Thor Jørgensen |                  |                   |
| 3                | Store nørd 2006: Det ultimative fartøj              |        | Simon Bressendorff og Søren Thor Jørgensen |                  |                   |
| 4                | Sportsnørd: Søren og Jacob kæmper om håne retten    |        | Søren Thor Jørgensen og Jacob Møller       |                  |                   |
| 5                | Motor Nørd 1: Flemming og Martin nørder med motorer |        | Flemming Svendsen-Tune og Martin Larsen    |                  |                   |
| 6                | Motor Nørd 2: Mere NØRDeri med motorer              |        | Flemming Svendsen-Tune og Martin Larsen    |                  |                   |
| 7                | Agent Nørd 1: Mød agentNØRDerne, Peter og Emil      |        | Peter Skødt Knudsen og Emil Nielsen        |                  |                   |
| 8                | Agent Nørd 2: Se de to agentnørder i vildmarken     |        | Peter Skødt Knudsen og Emil Nielsen        |                  |                   |
| 9                | Klimanørd: NØRDerne ser for klimaforandringerne     |        | Peter Skødt Knudsen og Emil Nielsen        |                  |                   |
| 10               | Store Nørd 2010: Togvognshulen                      |        | Emil Nielsen og Kåre Nielsen               |                  |                   |
| 11               | Store Nørd 2010: Flere fælder til togvognen         |        | Emil Nielsen og Kåre Nielsen               |                  |                   |
| Julespecial 2010 | Nørd på Eventyr i Papua Ny Guinea                   |        | Peter Skødt Knudsen                        |                  |                   |
| 12               | Store Nørd 2011: Naturfænomener                     |        | Emil Nielsen og Kåre Nielsen               |                  |                   |
| Julespecial 2011 | Nørd på Eventyr i Sierra Leone                      | 29     | Peter Skødt Knudsen                        | 26. januar 2010  | 31. december 2010 |
| 13               | Store NØRD 2011: Efterårets eksperimenter           | 35     | Emil Nielsen og Kåre Nielsen               | 11. januar 2011  | 13. december 2021 |
| 14               | Store NØRD 2012: OL-NØRD                            | 10     | Emil Nielsen og Kåre Nielsen               | 31, januar 2012  | 17, april 2012    |
| 15               | Store NØRD 2012: Special effects                    | 10     | Emil Nielsen og Kåre Nielsen               | 14. august 2012  | 13, oktober 2012  |
| Julespecial 2012 | Nørd på Eventyr i Ghana                             |        | Peter Skødt Knudsen                        |                  |                   |
| Special          | Store NØRD i Jordan                                 |        | Kåre Nielsen                               |                  |                   |
| 16               | Store NØRD 2013: Sure pligter                       | 10     | Emil Nielsen og Kåre Nielsen               | 13, august 2013  | 22, oktober 2023  |
| 17               | Store NØRD 2016: Militæret                          | 6      | Emil Nielsen og Kåre Nielsen               | 30. august 2016  | 4, oktober 2016   |
| 18               | Store NØRD 2017                                     | 14     | Emil Nielsen og Kåre Nielsen               | 11, marts 2017   | 9. april 2018     |

### 1. og 2. Sæson
I de to første sæsoner var Simon Bressendorff og Søren Thor Jørgensen værter. Handlingen for hver episode i disse sæsoner gik oftest ud på at dagens emne blev præsenteret, dette blev oftest gjort med et lille forsøg eller en demonstration. Derefter tog de ud og så hvordan dagens emne blev brugt i samfundet. De har blandt andet dykket i en ubåd, som Peter Madsen har bygget, og derefter lavet deres egen dykkerklokke. 

### 3. Sæson
I denne sæson byggede Simon Bressendorff og Søren Thor Jørgensen en gammel ellert om, så den kunne køre hurtigere end normalt, sejle og flyve. Under denne sæson blev Simon Bressendorff også den første dansker der sejlede i en båd drevet af en raketmotor.[kilde mangler] Denne raketmotor blev bygget af Peter Madsen, som hjalp Simon og Søren med at bygge ellerten, så den kunne sejle. Dette skete i de samme haller, hvor Peter Madsen senere startede sit verdensberømte raketprojekt Copenhagen Suborbitals.[kilde mangler]
Endvidere blev Simon og Søren skrevet ind i Guinness Rekordbog for at være de første, som har kunne bygget et køretøj der både kunne køre, sejle og flyve.[kilde mangler]

### 4. Sæson
I 4. sæson var Simon Bressendorff ikke længere medvært på programmet og han var skiftet ud med Jacob Møller, Søren Thor Jørgensen var dog stadig vært på programmet. I denne sæson kæmpede de to nørder mod hinanden i forskellige sportsdiscipliner, hvor vinderen efterfølgende fik håneretten.

### 5 og 6. Sæson
Efter 4. Sæson blev programmet overtaget af to helt nye Nørder Martin Larsen og Flemming Svendsen-Tune som begge arbejder på Team Fox. De medvirkede endvidere i 3. Sæson hvor Simon og Søren besøgte dem, for at få inspiration til deres ellert. Programmet gik primært ud på at bygge motorer og byggede vilde køretøjer, f.eks. en scooter der kunne sejle eller en plæneklipper som blev testet på Søren Ryges mark. Programmets fokus blev i denne sæson drevet væk fra det naturvidenskabelig, og mere over i det mekaniske. Programmet blev dog ofte kritiseret for det at have en bonderøvsattitude, for dårlig planlagte projekter, som oftest ikke virkede, og ofte for ikke formidle hvordan de forskellige principper virker.

### 7. og 8. sæson
Agent Nørd kom sæsonen efter, og der blev derfor igen skiftet nørder Emil Nielsen og Peter Skødt Knudsen. Programmet var gået bort fra "motor"-temaet og havde i stedet vendt fokus mod "Agent" temaet.
Hvert afsnit forløb med at værterne fik en mission hvor de skulle hjælpe en opdigtet agent ved at lave en form for udstyr, ved hjælp af meget lidt medbragt udstyr, lidt i samme stil som ikonserien MacGyver. Afsnittene i syvende sæson forgik i en kælder i DR Byen i Århus, mens ottende sæson forgik på en opdigtet ø ude midt i Atlanterhavet, hvor de derfor skulle bruge naturen og lidt medbragt udstyr til at lave agent ting.

### 9. Sæson
De to nørder Emil og Peter, forsatte med at lave nørdede ting. I denne sæson var temaet dog Klimaforandringer. Dette blev gjort med udgangs punkt i at fortælle om klimaforandringerne, og hvordan de kan løses. Formålet var dog stadig at lave opfindelse, der kunne hjælpe andre personer. Der var desuden i denne sæson to ekstra personer med Henrik Prætorius og Kasper Leth Hansen. Henrik var professoren, som også gav nogle sjove idéer til at hjælpe klimaet og Kasper var sønnike som hjalp professoren. Kasper endte endvidere som forsøgsperson for Henriks ideer.

### 10 og 11. Sæson
I denne sæson var Peter Skødt Knudsen ikke længere vært, og var skiftet ud med medværtens Emil Nielsen biologiske bror Kåre Nielsen. Denne sæson skiftede endvidere kanal til DR's børnekanal Ramasjang fra DR1, hvor programmet tidligere var blevet sendt. Denne forgik i en togvogn, som nørdene skulle beskytte ved at lave forskellige forsvarssystemer.

### Julespecial 2010
Store NØRDen Peter Skødt Knudsen vendte tilbage som vært i en rejseudgave af NØRD, hvor han denne gang var i Papua Ny Guinea.

### 12. Sæson
I denne sæson var temaet naturfænomener. Emil og Kåre undersøgte i denne sæson de forskellige naturfænomener og forklarede teorien bag disse.

### Julespecial 2011
Store NØRDen Peter Skødt Knudsen vendte tilbage som vært i en rejseudgave af NØRD, hvor han denne gang var i Sierra Leone.

### Sæson 2012
I denne sæson var temaet Olympiske lege. Emil og Kåre udfordrede danske OL-deltagere for at se om de ved hjælp af opfindelser kunne vinde over dem.

### Sæson 2012 (Store Nørd - the movie)
I denne sæson var temaet Special effects. Emil og Kåre laver deres egen actionfilm og undersøger trickene bag effekterne.

### Julespecial 2012
Store NØRDen Peter Skødt Knudsen vender tilbage som vært i en rejseudgave af NØRD, hvor han denne gang er i Ghana.

### Sæson 2013
Store NØRD undersøger hvordan man effektivt kan klare de sure huslige pligter.

### Sæson 2016
Store NØRD er i militæret

### Store NØRD special 2015
Emil og Kåre følger en spejderpatrulje på det store spejderløb Solaris i 2014.

### Sæson 2018
I denne sæson undersøger Store NØRD forskellige ting, i afsnit der blot varer op mod 5 minutter.